# El Gran Bufón
El Gran Bufón fue una revista literaria publicada en la ciudad española de Madrid entre 1912 y 1913.

## Historia
De periodicidad semanal, fundada por Ricardo Marín y editada en Madrid, su primer número apareció el 22 de diciembre de 1912. Su última tirada tuvo lugar unos meses después, el 5 de mayo de 1913.
En ella colaboraron autores como José Francés, Andrés González Blanco, Luis Bonafoux, Álvaro Retana, Enrique Gómez Carrillo, Jacinto Benavente, Manuel Abril, Prudencio Iglesias Hermida, Joaquín Dicenta, Federico García Sánchez, Emilio Carrere o Diego San José de la Torre, entre otros.
Entre los dibujantes e ilustradores se encontraron nombres como los de Ricardo Marín, Rafael de Penagos, José Moya del Pino, Mariano Félez Bentura, Salvador Bartolozzi, Ramón Manchón Herrera, Castelao, Cerezo Vallejo, Barbero, Guilbramson, Rulette, Villem-Gullwal o Exoristo Salmerón, entre otros.